# Dengfang
Dengfang (kinesiska: 邓坊) är en köping i sydöstra Kina. Den ligger i Nanxiong i staden Shaoguan i provinsen Guangdong, omkring 260 kilometer nordost om provinshuvudstaden Guangzhou. Antalet invånare är 9 210. Befolkningen består av 4 669 kvinnor och 4 541 män. Barn under 15 år utgör 25,0 %, vuxna 15-64 år 61 %, och äldre över 65 år 13,0 %.